# Abrothrix lanosus
Abrothrix lanosus е вид гризач от семейство Хомякови (Cricetidae). Видът не е застрашен от изчезване.

## Разпространение и местообитание
Разпространен е в Аржентина и Чили.
Обитава гористи местности и храсталаци.

## Описание
Теглото им е около 27,8 g.
Популацията на вида е стабилна.